# Nikola Beslac
Nikola „Niko“ Beslac (* 25. März 1950; † 31. März 2005) war ein kroatischer Handballspieler und -trainer. Er lief für die jugoslawische Handballnationalmannschaft auf und wurde mit dem UHK Krems österreichischer Meister. Als Trainer ist er vor allem für sein dreimaliges Engagement beim Bundesligisten SG Hameln bekannt.

## Spielerkarriere
Über die frühe aktive Karriere Beslacs ist wenig überliefert. Für die jugoslawische Nationalmannschaft bestritt er 3, nach anderen Angaben 30 Länderspiele.
Vom österreichischen Topklub UHK Krems, mit dem Beslac Meister wurde und im Europapokal spielte, wechselte er 1978 als Spielertrainer zum TSV Verden, zu jener Zeit in der deutschen Regionalliga Nord aktiv. Die erste Saison unter Beslac – die Spielzeit 1978/79 – schloss Verden als Tabellensechster ab. Auch wegen Beslac avancierte Verden in der Folgezeit zum offensiv gefährlichsten Team der Liga, war allerdings auch in der Deckung enorm anfällig und kassierte die meisten Gegentore.
Zur Saison 1980/81 schloss sich Beslac als „Spielmacher“ der SG VTB/Altjührden an, an deren Ende die erfolgreiche Qualifikation der Mannschaft für die 2. Bundesliga Nord stand. Beslac erzielte in der Saison 74 Tore.

## Trainerkarriere
Nachdem Beslac in Verden als Spielertrainer fungiert hatte, war er in Altjührden zunächst nur als Spieler verpflichtet worden. Geplant war, dass Beslac zur Saison 1981/82 zusätzlich das Traineramt der zweiten Mannschaft der SG VTB/Altjührden übernehmen sollte. Ob es hierzu kam, ist nicht überliefert. Nachdem der damalige Coach der ersten Mannschaft der SG, Hans-Dieter Trosse, im Oktober 1981 zurücktrat, übernahm Beslac dessen Posten, blieb aber auch als Spieler aktiv. Obwohl die SG nach einer Saison wieder abstieg, blieb Beslac im Amt. 1984 gelang der erneute Aufstieg und in den Folgejahren lenkte Beslac die Geschicke der Mannschaft, die sich in der 2. Bundesliga Nord fest etablierte. Unter Beslac gelang in der Spielzeit 1986/87 mit dem Erreichen des Viertelfinales gegen die HSG TuRu Düsseldorf der größte Erfolg der Pokalgeschichte der SG VTB/Altjührden. Am Ende der Saison wurde er von Heiko Osterthun abgelöst, der allerdings bereits im Dezember 1987 das Handtuch warf und Platz für Beslac machte. Beslac hatte zwischenzeitlich den Verbandsligisten SV Nordenham gecoacht.
Zur Rückrunde der 1990/91 wechselte Beslac zum Spitzenreiter der 2. Bundesliga Nord, SG Hameln, und unterschrieb einen Vertrag bis Saisonende. Obwohl der Aufstieg in die Bundesliga gelang, wurde der Vertrag Beslacs nicht verlängert. Peter Kovacs beerbte ihn als Trainer in Hameln.
Im November 1991 übernahm Beslac das Traineramt beim Bundesligisten VfL Bad Schwartau. Er wechselte jedoch zum Ende der Saison – Bad Schwartau stieg ab – zurück nach Hameln. Obwohl es in Hameln sportlich gut lief und die Mannschaft die Saison auf Platz 5 beendete, zog Beslac mit kritischen Äußerungen, unter anderem gegenüber Spielern und Vereinsführung, den Unmut dieser auf sich und wurde noch vor dem letzten Spieltag wegen laut Vereinsführung „vereinsschädigender Äußerungen“ entlassen. Nach einem außergerichtlichen Vergleich erhielt Beslac allerdings eine finanzielle Entschädigung in Höhe von 48.000 DM für die fristlose Kündigung.
Zur Saison 1993/94 unterzeichnete Beslac einen Einjahresvertrag beim Zweitligisten HC Empor Rostock, der gerade aus der Bundesliga abgestiegen war. Dort wurde Beslac am 14. Januar 1994 entlassen. Beslac kehrte daraufhin zum dritten Mal zur SG VTB/Altjührden zurück, wurde allerdings im Februar 1995 entlassen, nachdem die Mannschaft auf dem letzten Platz der 2. Handball-Bundesliga Nord rangierte. Parallel war Beslac von Oktober 1994 bis Ende 1995 als Jugendtrainer bei der neugegründeten HSG Friesoythe aktiv. Im November 1996 verpflichtete der Regionalligist PSV Wilhelmshaven den Kroaten als Coach. Im Dezember 1997 wurde Beslac entlassen.
Im Februar 2001 sprang Beslac bei der VfL Hameln, die er schon zweimal trainiert hatte, als „Feuerwehrmann“ ein. Beslacs Team schaffte den Klassenerhalt. Allerdings wurde der Kroate in der Spielzeit 2001/2002 nach zehn Spieltagen im November 2001 entlassen. Sein Nachfolger Volker Mudrow konnte den Abstieg Hamelns am Ende der Saison jedoch auch nicht verhindern.